# 971 Alsatia
971 Alsatia eller 1921 LF är en asteroid i huvudbältet, som upptäcktes 23 november 1921 av den franske astronomen Alexandre Schaumasse i Nice. Den har fått sitt namn efter den franska regionen Alsace.
Asteroiden har en diameter på ungefär 60 kilometer.